# لدل لی
لدل لی (۳۱ ژوئیه 1965 – ۲۰ آوریل 2017) به دلیل قتل همسایه اش، دبرا ریس در سال ۱۹۹۳ اعدام شد. وی در سال ۱۹۹۵ محکوم شد و دیوان عالی آرکنسا در سال ۱۹۹۷ این محکومیت را تأیید کرد، اما سوالات زیادی در مورد عدالت دادگاه و وکالت پس از محکومیت وی مطرح شده‌است. این موارد شامل تضاد منافع برای قاضی، سوء استفاده از وکیل و وکیل مدافع ناکارآمد است.

## اعدام
از زمان اعدام اریک ننس در نوامبر ۲۰۰۵، لی اولین شخصی بود که در آرکانزاس اعدام شد.

## آزمایش دی ان ای پس از اعدام
در اواخر آوریل سال ۲۰۲۱، آزمایش دی ان ای جدید دی ان ای مربوط به «مرد ناشناخته ای» را بر روی سلاح قتل پیدا کرد. با این حال، این آزمایش همچنین دریافت که «شواهد محدودی» هست که خون روی کفش چپ لی ممکن است متعلق به ریس بوده باشد.